# Amtsgericht Scheibenberg
Das Amtsgericht Scheibenberg war ein Gericht der ordentlichen Gerichtsbarkeit und ein Amtsgericht in Sachsen mit Sitz in Scheibenberg.

## Geschichte
In Scheibenberg bestand bis 1879 das Gerichtsamt Scheibenberg als Eingangsgericht. Im Rahmen der Reichsjustizgesetze wurden 1879 im Königreich Sachsen die Gerichtsämter aufgehoben und Amtsgerichte, darunter das Amtsgericht Scheibenberg, geschaffen. Der Sprengel des Amtsgerichtes bestand aus Scheibenberg, Crottendorf mit Häusern am Liebenstein, Elterlein mit Brünlasgütern, Ziegelvorwerk und Burgstädtel, Oberscheibe, Schlettau, Schwarzbach mit Hasengut, Walthersdorf und den Crottendorfer und Elterleiner Forstrevieren. Das Amtsgericht Scheibenberg war eines von 16 Amtsgerichten im Bezirk des Landgerichtes Chemnitz. Der Amtsgerichtsbezirk umfasste danach 11.497 Einwohner. Das Gericht hatte damals eine Richterstelle und war das zweitkleinste Amtsgericht im Landgerichtsbezirk.
Das Amtsgericht Scheibenberg wurde 1942 zum Zweiggericht des Amtsgerichtes Annaberg und 1945 aufgehoben.

## Gerichtsgebäude

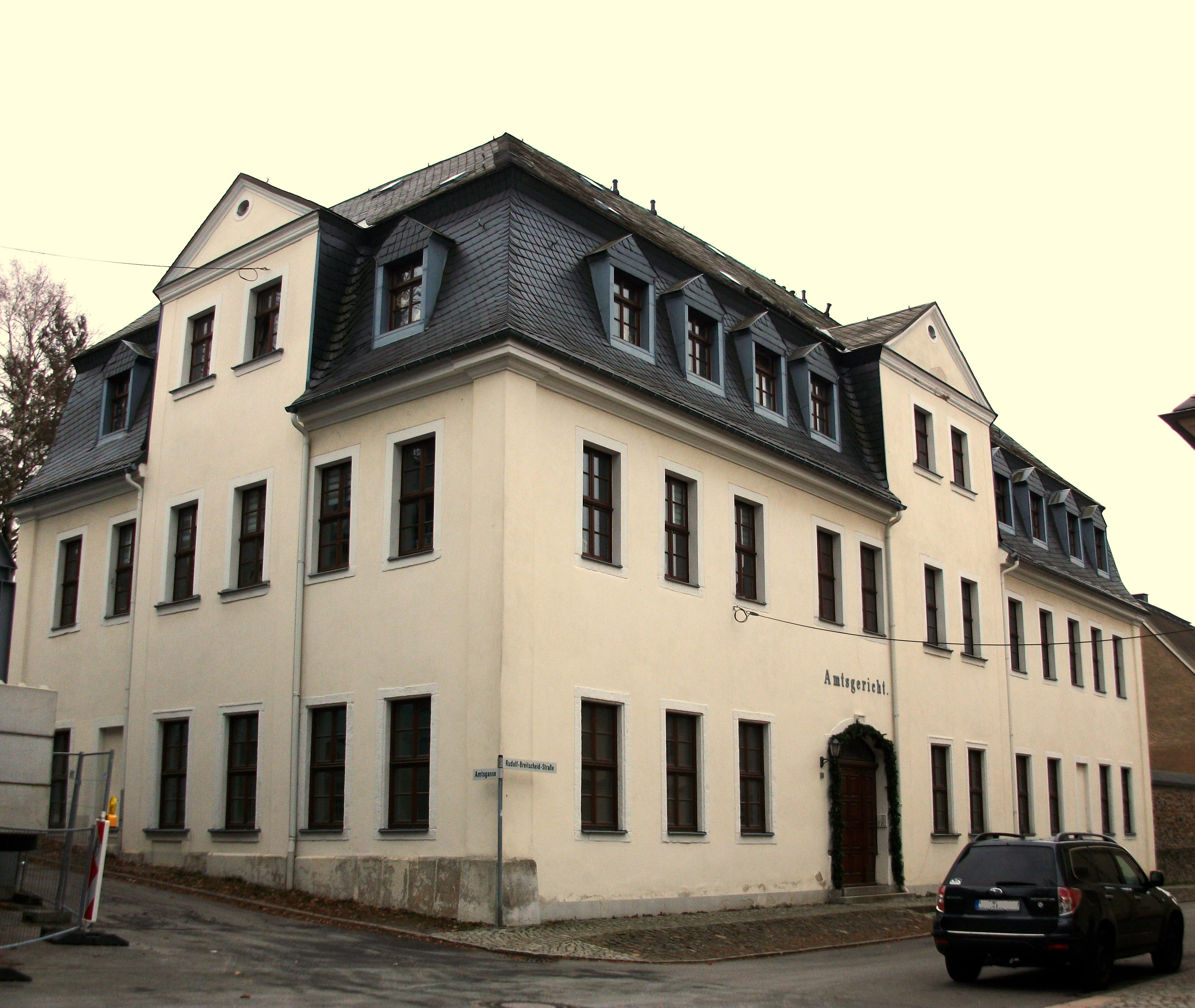
Amtsgericht Scheibenberg

Das Amtsgericht Scheibenberg nutzte das in der zweiten Hälfte des 18. Jahrhunderts erbaute Gerichtsgebäude (Rudolf-Breitscheid-Straße 30). Der zweigeschossige barocke Putzbau mit erhöhtem Mittelrisalit steht als Kulturdenkmal unter Denkmalschutz.